# Red Bull Vertigo

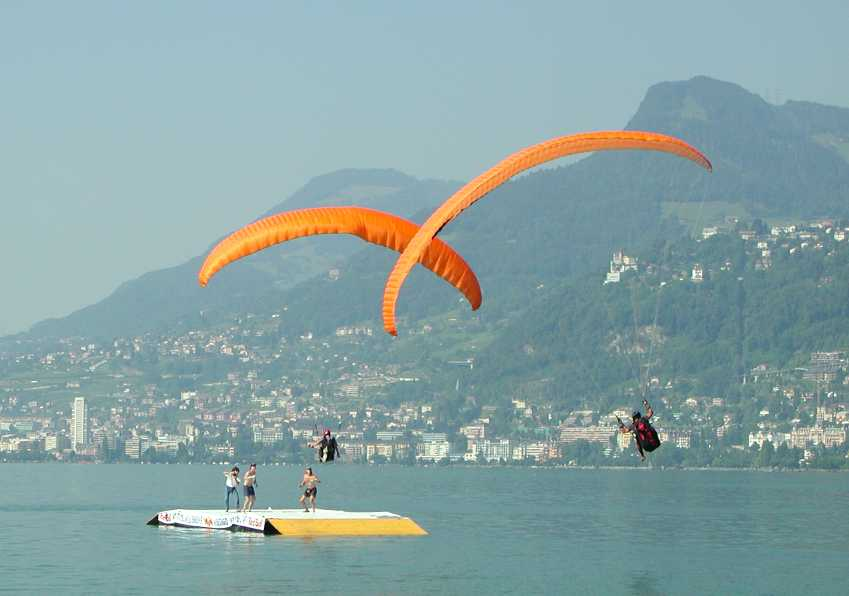
Flosslandung nach dem Akro-Programm

Der Delta- und Gleitschirmakrobatik-Event Red Bull Vertigo fand zwischen 1997 und 2006 in Villeneuve am Genfersee in der Schweiz statt. Bis zur Ausrichtung der ersten offiziellen Weltmeisterschaft 2006 hatte es den Status einer inoffiziellen Weltmeisterschaft inne – 2006 wurde das Event auch offiziell als Weltmeisterschaft gewertet.
Der Ort ist prädestiniert für Events dieser Art, da durch die steilen Berghänge ein ausreichender Höhenunterschied zwischen Start und Landung zur Verfügung steht. Aus Sicherheitsgründen ist die Zone, in der die Flugfiguren geflogen werden, komplett über dem Genfersee. Die Zuschauer sitzen dabei am Seeufer und die Piloten landen auf einem Floß, was eine zusätzliche Schwierigkeit und Attraktivität bedeutet.
Auf Basis dieses Events wurden zahlreiche weitere Gleitschirm-Akro Events auf die Beine gestellt. Eine Auswahl davon:
- Seattle Aerobattle, Seattle
- Vertigo Voss, Voss
- AcroAria, Omegna
- AcroFolies, Annecy
- Gangneung Beach, Gangneung
- PARAnoia ACRObatixx, Zell am See

## Resultate

### 2006
Das Red Bull Vertigo 2006 war die erste Austragung dieses Wettkampfes als Weltmeisterschaft im Gleitschirm- und Hängegleiter-Akrobatik
| Kategorie           | Sieger                         | Zweiter                             | Dritter                          |
| ------------------- | ------------------------------ | ----------------------------------- | -------------------------------- |
| Gleitschirm Solo    | Raul Rodriguez                 | Antoine Montant                     | Felix Rodriguez                  |
| Gleitschirm Synchro | Raul Rodriguez Felix Rodriguez | Chrigel Maurer Peter Neuenschwander | Bernd Hornböck Alexander Meschuh |
| Delta               | Jon Gjerde                     | Guido Gehrmann                      | John Heiney                      |

### 2005
Das Red Bull Vertigo 2005 hatte mit schlechtem Wetter zu kämpfen. Deshalb konnte nur ein gültiger Lauf pro Kategorie geflogen werden. Dafür gab es im Hinblick auf die Weltmeisterschaft vom nächsten Jahr eine Einzelwertung bei den Gleitschirmen.
| Kategorie           | Sieger                                      | Zweiter                                     | Dritter                                |
| ------------------- | ------------------------------------------- | ------------------------------------------- | -------------------------------------- |
| Gleitschirm Solo    | Guillaume Chatain                           | Michael Knipping                            | Antoine Montant                        |
| Gleitschirm Synchro | SAT Brothers Raul Rodriguez Felix Rodriguez | Satisfaction Hernan Pitocco Horacio Llorens | Gin TEAM Dominik Steffen Mathias Roten |
| Delta               | Guido Gehrmann                              | Jon Gjerde                                  | Frédy Bircher                          |

### 2004
| Kategorie           | Sieger                                       | Zweiter                                      | Dritter                                            |
| ------------------- | -------------------------------------------- | -------------------------------------------- | -------------------------------------------------- |
| Gleitschirm Synchro | SAT Brothers: Raul Rodriguez Felix Rodriguez | Boosters Peter Neuenschwander Chrigel Maurer | Against the Grain Bernd Hornböck Alexander Meschuh |
| Delta               | Frédy Bircher                                | Thomas Koller                                | Jon Gjerde                                         |

### 2003
| Kategorie           | Sieger                         | Zweiter                             | Dritter                    |
| ------------------- | ------------------------------ | ----------------------------------- | -------------------------- |
| Gleitschirm Synchro | Raul Rodriguez Felix Rodriguez | Chrigel Maurer Peter Neuenschwander | 0ias Roten Horacio Llorens |
| Delta               | Yann Floury                    | Mitchell Mc Aleer                   | Frédy Bircher              |

### 2002
| Kategorie           | Sieger                         | Zweiter                               | Dritter                      |
| ------------------- | ------------------------------ | ------------------------------------- | ---------------------------- |
| Gleitschirm Synchro | Raul Rodriguez Felix Rodriguez | Horacio Llorens Herman Javier Pitocco | Olivier Nef Claude Thurnheer |
| Delta               | Frédy Bircher                  | Martin Von Holzen                     | Nicolas Tatti                |

### 2001
| Kategorie           | Sieger                         | Zweiter                      | Dritter                         |
| ------------------- | ------------------------------ | ---------------------------- | ------------------------------- |
| Gleitschirm Synchro | Raul Rodriguez Felix Rodriguez | Markus Gründhammer Mike Küng | Othar Lawrence Chris Santacroce |
| Delta               | Josef Brandner                 | Heinz Zwyssig                | Bernardi Ignazio                |

### 2000
| Kategorie           | Sieger                         | Zweiter                           | Dritter                           |
| ------------------- | ------------------------------ | --------------------------------- | --------------------------------- |
| Gleitschirm Synchro | Raul Rodriguez Felix Rodriguez | Robbie Whitthall Chris Santacroce | Sébastien Bourquin Patrick Lachat |
| Delta               | Heinz Zwyssig                  | John Smith                        | Aaron Swepston                    |